# قائمة مساجد الجزائر

## مساجد الجزائر العاصمة
- جامع الجزائر
- الجامع الكبير
- جامع كتشاوة
- المسجد الجديد
- مسجد سيدي رمضان
- مسجد علي بتشين
- مسجد براني
- مسجد سفير
- مسجد سيدي عبد الرحمن الثعالبي
- مسجد سيدي إبراهيم البحري
- مسجد سيدي أمحمد بوقبرين
- مسجد الأمة
- مسجد عمر بن الخطاب
- مسجد عبد الحميد بن باديس
- مسجد الفضيل الورتيلاني
- مسجد النور
- مسجد الرحمة

## مساجد عنابة
- مسجد عنابة الكبير.
- مسجد صالح باي عنابة
- مسجد الزبير
- مسجد الرحمة
- مسجد الفرقان
- مسجد الإسراء والمعراج
- مسجد الفردوس
- مسجد قباء

## مساجد قسنطينة
- == نذكر الأقدم مازالت تقيم فيها الخمس صلوات

- مسجد الجامع الكبير (قسنطينة)مسجد الجامع الكبير (قسنطينة) أقدم بيوت الله 1163
- مسجد سوق الغزال أو مسجد الباي1774
- الجامع الأخضر (قسنطينة)الجامع الأخضر قسنطينة 1743
- مسجد سيدي الكتاني 1756_1777
- مسجد رحبة الصوف
- مسجد عبد الرحمان المناطقي
- مسجد سيدي عفان
- مسجد سيدي الدرار
- مسجد سيدي قيس
- مسجدسيدي بوعنابة
- مسجد قيموش
- مسجد السيدة حفصة
- مسجد سيدي معرف
- مسجد سيدي عبد الرحمان القروي
- مسجد الأمير عبد القادر أكبر مسجد في قسنطينة حاليا.
- مسجد الاسقلال
- مسجد الشنتلي

## مساجد تلمسان
- المسجد الكبير

## مساجد سوق أهراس
- مسجد الأمان

## مساجد ميلة
مسجد سيدي غانم

## مساجد سطيف
- المسجد العتيق – وسط المدينة
- مسجد عبد الحميد بن باديس – وسط المدينة
- مسجد علي بن أبي طالب – 750 مسكن
- مسجد خالد بن الوليد – طانجة
- مسجد عمر بن الخطاب
- مسجد السبطين – المعبودة
- مسجد الفرقان - حي بوسكين

## مساجد البويرة

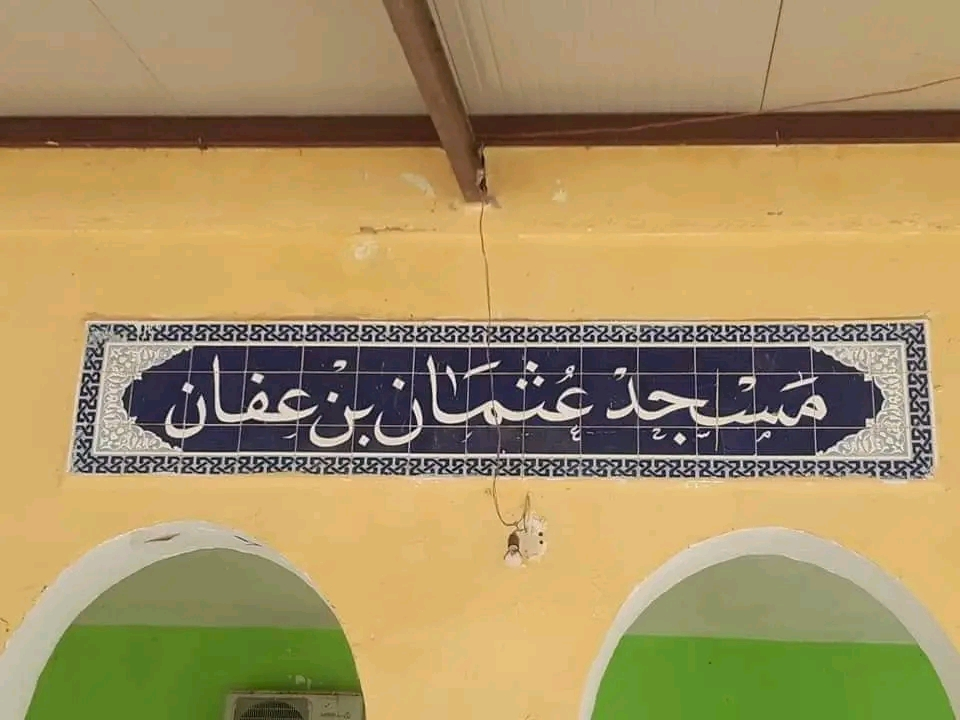
مسجد عثمان بن عفان بقرية بن سحابة ولاية البويرة

- مسجد عثمان بن عفان بقرية بن سحابة

## مقالات ملحقة
- قائمة المساجد في ولاية الجزائر
- المركز الثقافي الإسلامي لولاية الجزائر
- المجمع الفقهي الجزائري